# Египатски султанат
Египатски султанат (арап. السلطنة المصرية) је краткотрајни протекторат Уједињеног Краљевства над Египтом од 1914. до 1922. Настао је од Египатског кедивата, османске трибутарне држеве. Престао је да постоји 1922. године потписивањем декларације о незавиности Египта којом је настало краљевство Египат.

## Историја
Први светски рат избио је крајем јула 1914. године. Већ 5. августа, египатска влада је објавила документ који је у суштини значио објаву рата Централним силама. Како је Османско царство стало на страну Немачке и Аустроугарске, Британци су и формално прогласили крај турском суверенитету и увели свој протекторат у Египат. Британски кандидат Хусајн Камил заменио је турскофилског кедива Абаса Хилми-пашу на султанском престолу. Проглашен је Египатски султанат који је постао војна база Велике Британије. Незнатан број Египћана учествовао је у ратним операцијама. Знатно већи број служио је у радним и транспортним јединицама под командом британске армије.
Националистички покрет у Египту је током Првог светског рата мировао очекујући да ће Британија по окончању сукоба признати независност Египта. Националистичка "делегација" Вафд је пре почетка мировних преговора у Паризу вршила притисак на Лондон да призна независност Египта. Британци су на то одговорили хапшењем Саад Заглул-паше, вође покрета. У Египту избија устанак 1919. године. Британцима је било тешко да контролишу устанак оваквих размера који се проширио по свим слојевима египатског друштва. Револуција је угушена у крви. Међутим, немири су настављени. Плашећи се потпуног губитка контроле, Велика Британија је приморана да 28. фебруара 1922. године формално призна Египту независност.